# 傅晏
傅 晏（ふ あん、? - ？）は、前漢の人物。哀帝の祖母の傅昭儀と大司馬傅喜の従弟、哀帝の皇后の傅皇后の父。

## 生涯
綏和2年（紀元前7年）に哀帝が即位すると、傅晏の娘の傅皇后が皇后に立てられ、傅晏は孔郷侯となった。
元寿元年（前2年）正月に後ろ盾の傅昭儀が死去。同月に傅晏は大司馬衛将軍となったが、わずか10日で免ぜられた。元寿2年（前1年）6月に哀帝が死去すると、王莽と王政君が実権を握った。7月に王莽が王政君に出させた詔により、傅晏は傅昭儀とともに弾劾され、孔郷侯を免ぜられ妻子と合浦郡に流された。

## 史料
- 『漢書』外戚伝下